# بطة غواصة حمراء الصدر

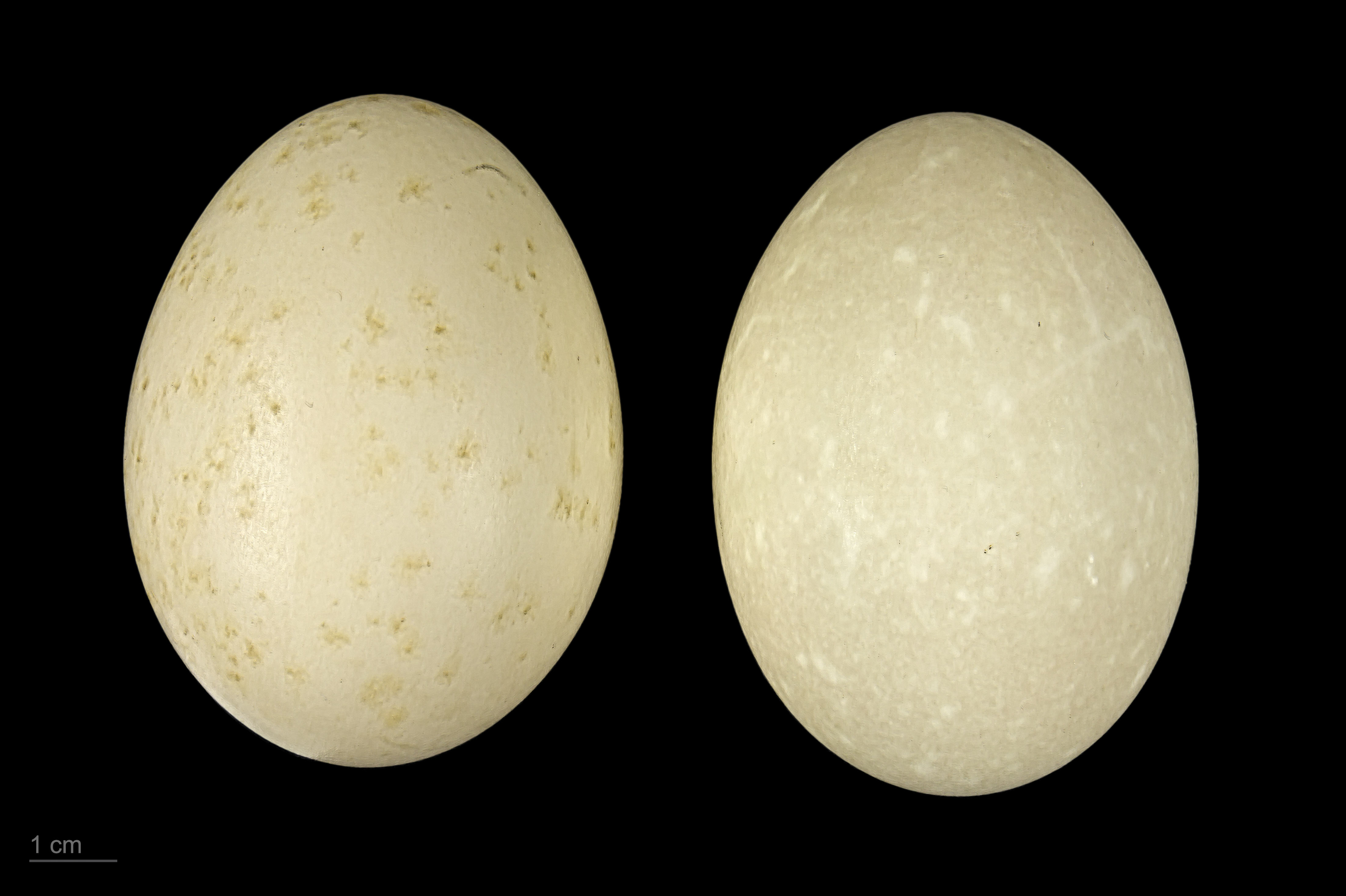
Mergus serrator

البطة الغواصة حمراء الصدر  أو البَلْقَشَةُ حَمْرَاءُ الصَّدْرِ (الاسم العلمي: Mergus  serrator) (بالإنجليزية: Redbreasted  Merganser)‏ هو طائر ينتمي إلى جنس بلقشة  التابعة لفصيلة البطية ضمن رتبة الإوزيات.

## hgمراجع
1. ↑  The IUCN Red List of Threatened Species 2021.3 (بالإنجليزية), 9 Dec 2021, QID:Q110235407
2. 1 2  IOC World Bird List Version 6.3 (بالإنجليزية), 21 Jul 2016, DOI:10.14344/IOC.ML.6.3, QID:Q27042747
3. ↑  IOC World Bird List. Version 7.2 (بالإنجليزية), 22 Apr 2017, DOI:10.14344/IOC.ML.7.2, QID:Q29937193
4. ↑  World Bird List: IOC World Bird List (بالإنجليزية) (6.4th ed.), International Ornithologists' Union, 2016, DOI:10.14344/IOC.ML.6.4, QID:Q27907675
5. ↑  موسوعة الطيور المصورة، دليل نهائي إلى طيور العالم، تأليف المستشار العام الدكتور كريستوفر برنز بالتعاون مع المجلس العالمي للحفاظ على الطيور، نقله إلى العربية: الدكتور عدنان يازجي، مكتبة لبنان ناشرون، الطبعة الأولى لعام 1997، صفحة 83.
6. ↑  «البط والإوز». مجلة المعرفة. مؤسسة الأهرام، القاهرة (مصر). السنة الأولى، العدد 53 (الخميس 30 مارس 1972)، الصفحة 841.